# Live in Verona (album de Jamiroquai)
 (février 2020).
Albums de Jamiroquai
A Funk Odyssey
(2001) Late Night Tales: Jamiroquai
(2003)
Live in Verona est l'enregistrement vidéo d'un concert du groupe Jamiroquai donné pendant la tournée Funk Odyssey World Tour 2002 aux Arènes de Vérone. Beverley Knight y chante sur Main Vein et la version bonus de Love foolosophy.

## Liste des chansons
| No  | Titre                                 | Durée |
| --- | ------------------------------------- | ----- |
| 1.  | Twenty Zero One                       | 7.15  |
| 2.  | Canned Heat                           | 10.25 |
| 3.  | Bad Girls                             | 8.30  |
| 4.  | Corner Of The Earth                   | 6.55  |
| 5.  | Virtual Insanity                      | 5.27  |
| 6.  | Little L                              | 5.08  |
| 7.  | High Times                            | 5.20  |
| 8.  | Cosmic Girl                           | 5.52  |
| 9.  | Main Vein (featuring Beverley Knight) | 5.11  |
| 10. | Deeper Underground                    | 7.35  |
| 11. | Alright                               | 9.44  |
| 12. | Love Foolosophy                       | 7.59  |

## Pistes multiangles
- Bad Girls
- Corner Of The Earth
- Virtual Insanity
- Little L
- Main Vein
- Love Foolosophy